# Častohostice
Častohostice är en ort i Tjeckien.   Den ligger i regionen Vysočina, i den sydöstra delen av landet, 160 km sydost om huvudstaden Prag. Častohostice ligger 414 meter över havet och antalet invånare är 189.
Terrängen runt Častohostice är platt. Runt Častohostice är det ganska glesbefolkat, med 32 invånare per kvadratkilometer. Närmaste större samhälle är Moravské Budějovice, 4,3 km norr om Častohostice. Trakten runt Častohostice består till största delen av jordbruksmark.